# Nowy Gaj (województwo lubelskie)
Nowy Gaj – wieś w Polsce położona w województwie lubelskim, w powiecie lubelskim, w gminie Wojciechów.
W latach 1975–1998 miejscowość położona była w województwie lubelskim.
Wieś stanowi sołectwo gminy Wojciechów. Według Narodowego Spisu Powszechnego z roku 2011 wieś liczyła 60 mieszkańców.
Wierni Kościoła rzymskokatolickiego należą do parafii św. Teodora w Wojciechowie.

## Części wsi
| SIMC    | Nazwa    | Rodzaj    |
| ------- | -------- | --------- |
| 0393755 | Kopanina | Część wsi |

## Historia
W wieku XIX wieś w dobrach Wojciechów, wówczas nazywana Gaj Mały która posiadała ówcześnie 9 domów i 82 mieszkańców i 188 mórg gruntów. Według spisu powszechnego z roku 1921 miejscowość Gaj Nowy posiadała 23 domów i 167 mieszkańców